# 小林快
小林 快（こばやし かい、1993年2月28日 - ）は、日本の元陸上競技選手。専門は競歩。早稲田大学卒業後、ビックカメラを経て、新潟アルビレックスランニングクラブに所属。

## 経歴
秋田県大館市出身。秋田工業高等学校で競歩を始める。2010年インターハイ5000m競歩で2位。早稲田大学では、2014年日本インカレ10000m競歩2位、2015年元旦競歩優勝。
2015年3月に大学を卒業し、同4月、岡田久美子の所属するビックカメラに入社。ビックカメラ所属後はビックカメラ池袋本店のサングラスコーナーで接客の傍ら陸上競技活動を行っている。
第55回全日本50km競歩高畠大会 男子50km競歩 優勝 （日本歴代4位）、
ロンドン世界陸上競技選手権大会3位（自己新記録）。
2018年11月、ビックカメラ退社。
2019年3月、新潟アルビレックスランニングクラブに加入。
2021年引退。

## 戦歴
- 第16回世界陸上競技選手権大会（ロンドン）50km競歩 3位